# Île aux Juifs
Île aux Juifs (Židovský ostrov), někdy nazýván také île des Templiers (ostrov Templářů) je zaniklý ostrov na řece Seině v Paříži. Byl připojen k ostrovu Cité.

## Poloha
Nacházel se západně od ostrova Cité, v prostoru dnešního Square du Vert-Galant poblíž Palais de la Cité. Jedno z ramen Seiny ostrov oddělovalo od jižních hradeb Palais de la Cité a druhé od augustiniánského kláštera, který byl založen v roce 1300.

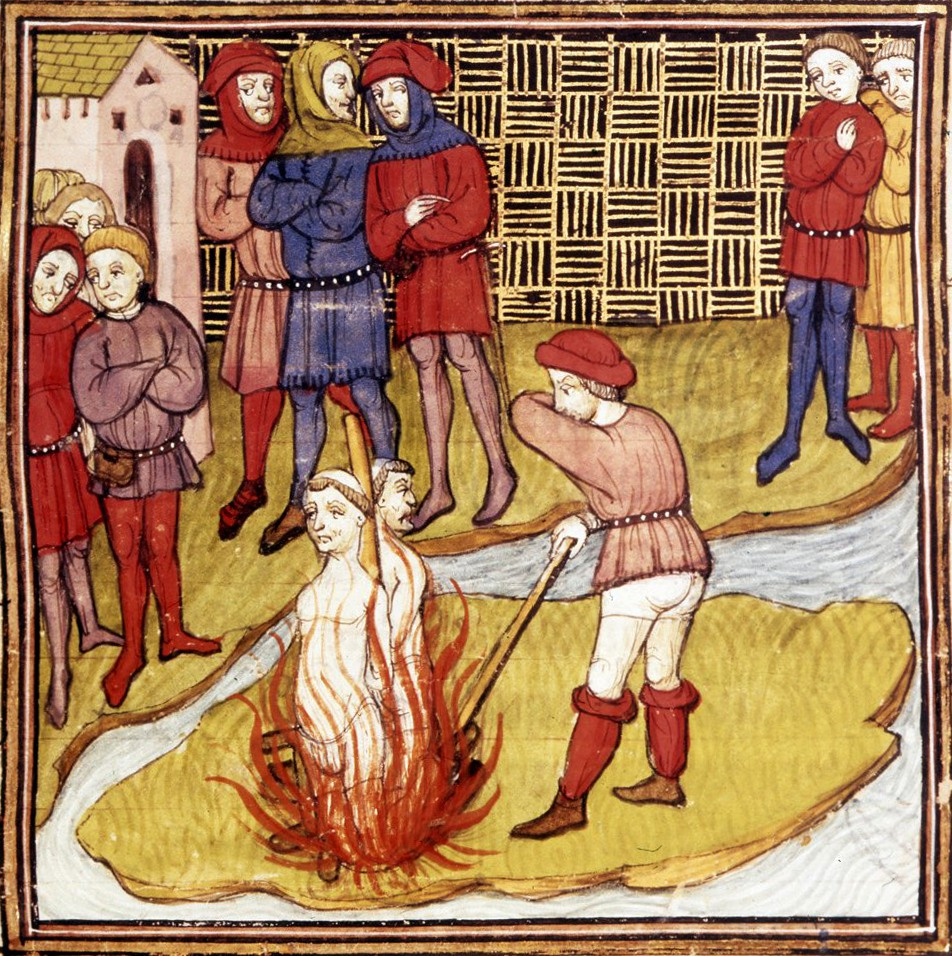
Upálení templářů na ostrově

## Historie
Ostrov vlastnilo opatství Saint-Germain-des-Prés. Ostrov odvozuje svůj název pravděpodobně od poprav, které zde byly ve středověku vykonávány a odsouzení byli židé nebo jiného náboženství. Právě na tomto ostrově byli upáleni 18. března 1314 Jacques de Molay, poslední velmistr templářů a Geoffroy de Charnay, normandský velkopřevor.
Ostrov byl připojen k ostrovu Cité při stavbě Pont Neuf, která začala v roce 1577 a byla dokončena během vlády Jindřicha IV.